# Opel Flextream Concept
O Flextream é um veículo conceitual apresentado pela Opel que utiliza primordialmente propulsão elétrica e subsidiariamente propulsão de motor a combustão interna.